# Welsh-Black

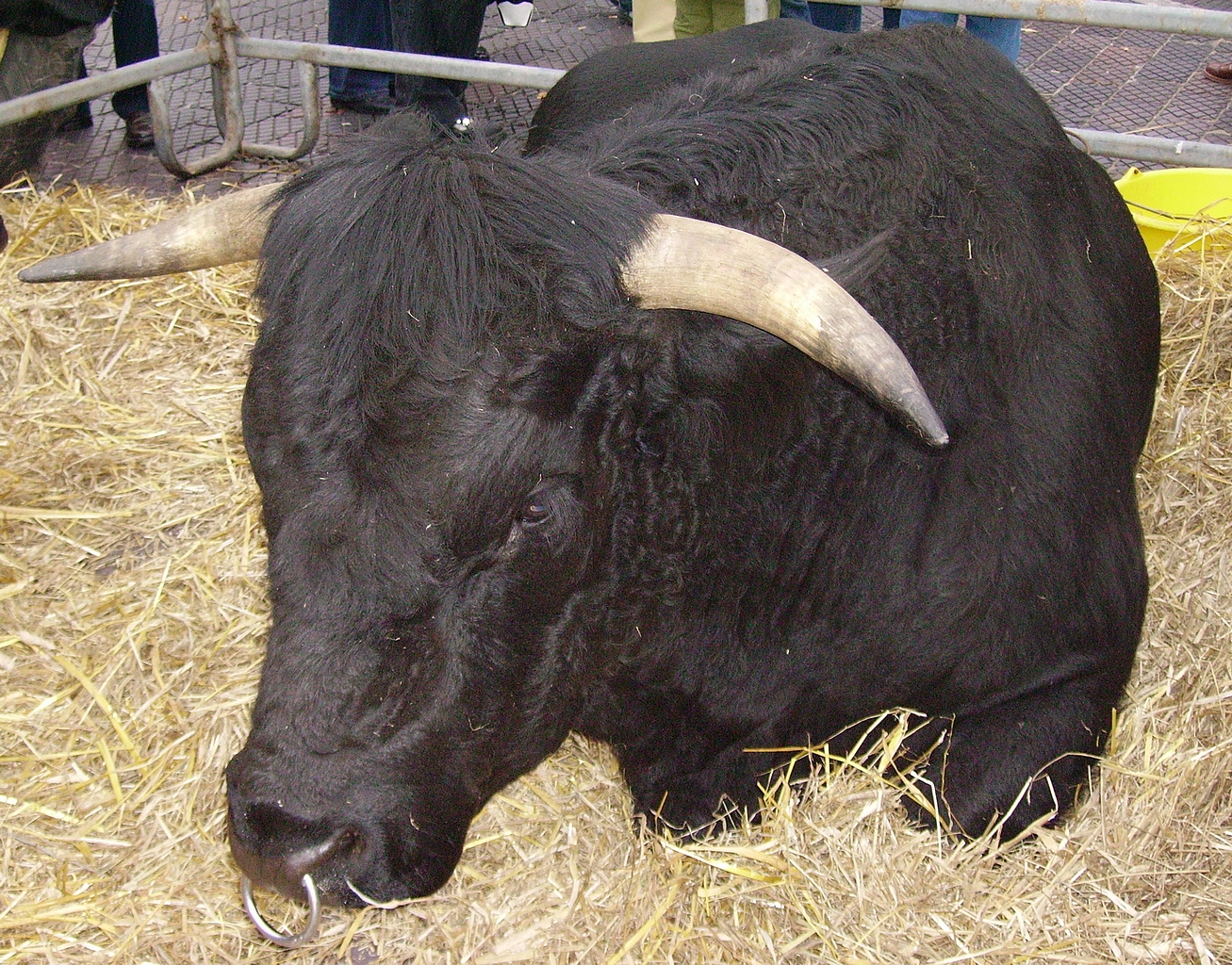
Welsh-Black-Rind

Das Welsh-Black oder Waliser Schwarzvieh ist eine Rinderrasse aus Wales in Großbritannien. Wie der Name bereits sagt, sind die Rinder schwarz. In der Regel tragen sie Hörner, es gibt allerdings auch einzelne hornlose Linien. Ebenso gibt es einzelne rote Exemplare der Rasse. 

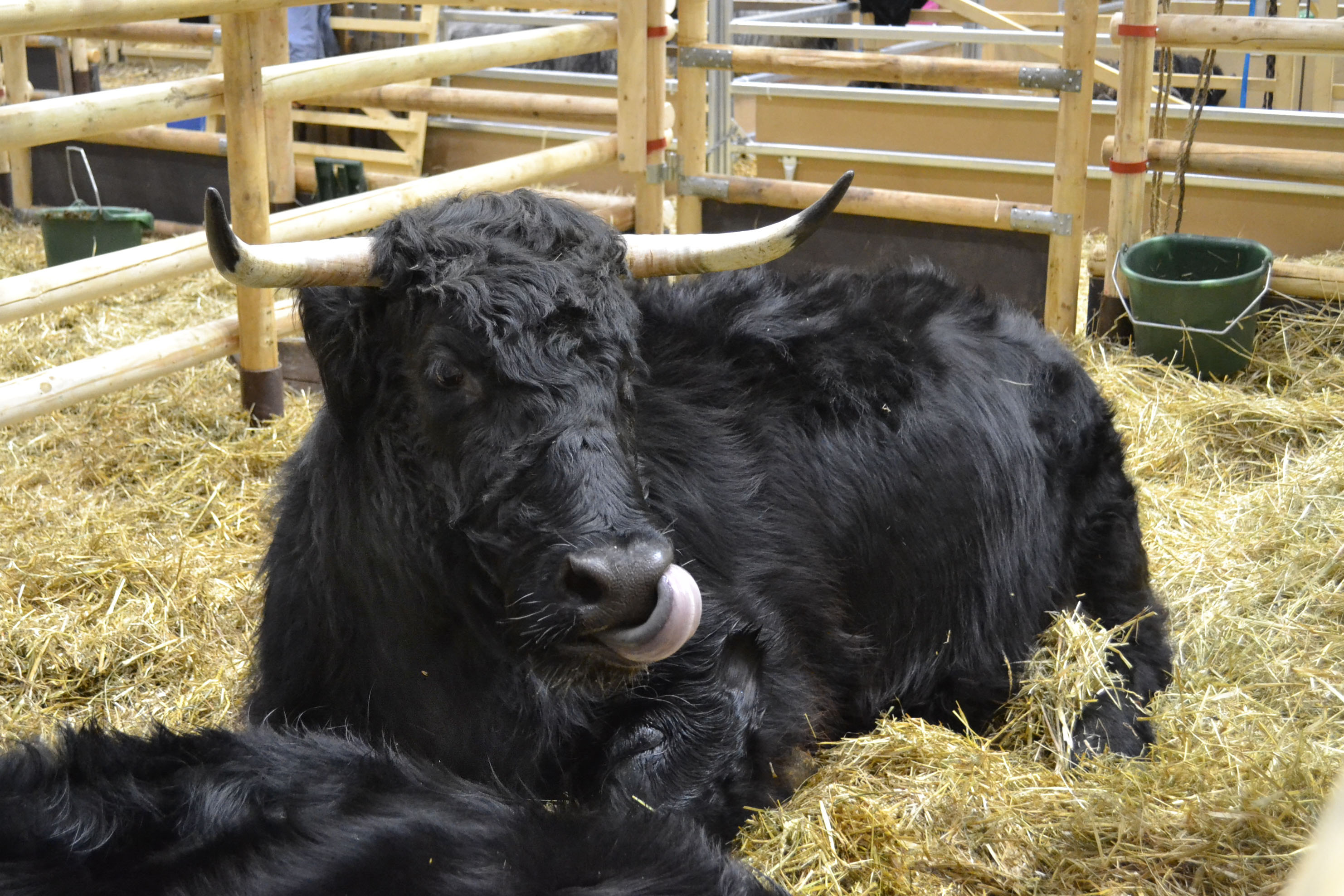
Welsh-Black-Bulle auf der Grünen Woche in Berlin

Bei dieser Rinderrasse handelt es sich um eine Fleischrindrasse, die das ganze Jahr über im Freien gehalten wird. Ihr besonders fein marmoriertes Fleisch mit hohem Eigengeschmacksanteil findet vor allem in gehobenen Restaurants Verwendung. Bei der Geburt im Mittel 35 kg schwer, erreichen Kühe ausgewachsen ein Gewicht von 650 bis 800 kg, Bullen 900 bis 1250 kg.  